# Тютрюмов, Никанор Леонтьевич
Никано́р Лео́нтьевич Тютрю́мов (18 [30] июля 1821, деревня Ондров Конец, Тихвинский уезд, Санкт-Петербургская губерния — 15 [27] октября 1877, Санкт-Петербург) — русский живописец, представитель романтического академизма, ученик Карла Брюллова и Петра Басина, последователь Сергея Зарянко; мастер салонных портрета и жанровой картины с обнаженной натурой, также работал как церковный и театральный декоратор. Академик (с 1853; ассоциированный член — «назначенный» с этого же года) и почётный вольный общник (с 1864) Императорской Академии художеств.

## Биография
Получил военное образование. Служил во 2-й гренадерской артиллерийской бригаде (1840–1846). В 1846 году был прикомандирован к Дворянскому полку (ротный офицер, преподаватель черчения, рисования); в этом же году поступил в Академию художеств в класс профессора исторической живописи П. В. Басина, но как живописец сложился скорее под влиянием С. К. Зарянко, также служившего в Дворянском полку. Получил медали Академии художеств: малая серебряная (1850) за автопортрет и большая серебряная за картину «Гречанка». В мае 1853 года Тютрюмов получил звание «назначенного в академики», а в сентябре этого же года — звание академика за автопортрет (с 1898 года находится в Русском музее, воспроизведён в начале статьи), портреты профессора живописи П. В. Басина (находился в музее Академии художеств; с 1923 года в Русском музее) и генерал-лейтенанта артиллерии А. В. Дядина (известен по литографии).
Не обладая солидной технической подготовкой, Тютрюмов писал крайне медленно и для исполнения портрета нуждался в огромном количестве сеансов, чем докучал позировавшим и отваживал от себя заказчиков; старание же писать возможно поспешнее увлекло его в рутину, все более и более ослаблявшую расположение к нему публики. Утрата хорошей портретной практики заставила его обратиться к писанию образов и целых иконостасов, к изображению женских головок и фигур нагих красавиц. За две очень посредственные картины подобного рода, «Отдых вакханки» и «Нимфа перед купаньем», Академия художеств (1864) снисходительно возвела его в свои почётные вольные общники. Военная служба Тютрюмова продолжалась с 1851 по 1866 год, когда он вышел в отставку с чином подполковника. В последние годы своей жизни (с 1868) он исполнял при Дирекции Императорских театров должность помощника заведующего декорационной и гардеробной частью.
В дальнейшем художник чередовал писание портретов с изображением на своих полотнах нимф, вакханок, купальщиц и т. п. Например, можно выставить следующий ряд из его работ: «Портрет доктора Треборна» (1865), «Нимфа перед купанием» (1867), «Портрет Окунева» (1868), «Отдых вакханки» (1868), «Портрет г-жи Рейнеке» (1869), «Туалет одалиски» (1872), «Портрет генерал-лейтенанта П. П. Гарднера» (1872), «Венера с Амуром» (1877).
Тютрюмовым было написано более 320 портретов, около 40 картин. Сделал он и три больших церковных иконостаса.
Был похоронен на Смоленском православном кладбище; могила утрачена.

## Галерея
- Портрет П. В. Басина. 1853
Холст, масло. 130 × 101 см
Русский музей, Санкт-Петербург[11]
- Портрет П. Ф. Брока. 1861
Холст, масло. 73,5 × 61 см
Эрмитаж, Санкт-Петербург[12]
- Портрет Б. А. Нарышкина. 1854
Холст, масло. 93,5 × 71,5 см
Музей-усадьба Николая Ярошенко, Кисловодск
- Портрет патриарха Филарета. 1870-е годы
Холст, масло. 115 × 91 см
Гатчинский музей-заповедник
- Портрет актрисы М. В. Сосницкой-Шиловой
Холст, масло. 61 × 49,5 см
Усадебный дом Е. К. Плотниковой, Архангельск
- Отдых вакханки. 1867
Картон, масло. 72 × 92 см
Петергофский музей-заповедник